# Tabuk (Filippinerna)

Tabuk (officiellt City of Tabuk) är en stad på ön Luzon i Filippinerna. Den är administrativ huvudort för provinsen Kalinga i Kordiljärernas administrativa region och har 87 912 invånare (folkräkning, 2007).
Staden är indelad i 42 smådistrikt, barangayer, varav 37 är klassificerade som landsbygdsdistrikt och 5 som tätortsdistrikt.